# The Zen Circus
Gli Zen Circus sono un gruppo rock italiano composto da Andrea Appino, Karim Qqru, Massimiliano "Ufo" Schiavelli e Francesco Pellegrini, fondato nel 1994 a Pisa dallo stesso Appino e da Marcello Bruzzi.

## Storia

### Gli esordi (1994-2000)
Nel 1994, all'età di 16 anni, Andrea Appino (chitarra e voce) e Marcello 'Teschio' Bruzzi (batteria) decidono di formare un gruppo punk rock. Dopo numerosi cambi di formazione, riescono a registrare due demo, una nel 1996 e un'altra nel 1997. Nello stesso 1997 appaiono nella compilation Soniche avventure edita dalla Fridge Records di Milano insieme ad altri gruppi nascenti all'epoca, tra cui i Verdena (che si chiamavano Verbena). Dopo essere riusciti a creare la propria sala prove al primo piano dello storico centro sociale Macchia Nera di Pisa (davanti al quale abitava Appino), debuttano con il nome di The Zen nel 1998 con l'album autoprodotto About Thieves, Farmers, Tramps and Policemen. La formazione dei The Zen prevedeva la presenza, oltre che di Appino e Teschio, anche del bassista Emiliano 'Fufù' Valente. L'autoproduzione del primo album sfocerà nella creazione di una personale etichetta, la Iceforeveryone Records, con la quale la band pubblicherà anche il secondo album. La maggior parte delle copie del CD viene venduta nei Paesi Bassi, dove Appino decide di trasferirsi per tentare la carriera come one man band.
Appino è costretto a tornare in patria nel 2000 a causa del servizio civile. L'amico Teschio lo convince a coinvolgere un terzo componente, il bassista Massimiliano 'Ufo' Schiavelli nel loro progetto, che così acquisisce il nome definitivo di The Zen Circus. Vero punto di svolta è la vittoria alle selezioni regionali di Arezzo Wave e la partecipazione all'Arezzo Wave On The Rocks. È proprio per questo tour che decidono di investire dei soldi e comprare Nello, un camper del 1978, che terrà loro compagnia anche per tutte le altre numerose date in giro per l'Italia.

### Le prime pubblicazioni (2001-2005)
Nel 2001 esce il primo album, intitolato Visited by the Ghost of Blind Willie Lemon Juice Namington IV. Nel 2003 il batterista Teschio lascia il gruppo e viene sostituito da Karim Qqru. Con il suo arrivo e con l'uscita dell'album Doctor Seduction la band comincia a diventare uno dei nomi di punta della scena rock italiana, grazie anche ad un'estenuante attività live.
Nel 2004 pubblicano Doctor Seduction per la Le Parc Music/Self e prodotto da Richard Milella che li aveva scoperti ad Arezzo Wave. L'album contiene anche la ballata Sweet Me in collaborazione con i Perturbazione, gruppo rivolese, e il brano Sailing Song per cui viene girato un video spesso in rotazione sulle TV musicali. Il 2004 è un anno decisamente positivo per gli Zen Circus: l'album è accolto positivamente dai fan e dalla critica e il Doctor Seduction Tour è un successo. L'unica nota negativa è il pignoramento di chitarra e amplificatore di Appino, che non era riuscito a pagarli. Il cantante è anche protagonista di un episodio interessante: riesce a finire nella Cadillac rosa di Little Tony per presentare una puntata di un programma TV insieme a Piero Pelù, Modena City Ramblers, Verdena e Pierpaolo Capovilla.
Nel 2005 pubblicano Vita e opinioni di Nello Scarpellini, gentiluomo, registrato completamente in analogico, dove sono presenti per la prima volta alcune tracce cantate in italiano. Dopo una puntata a Parigi per registrare il video di Les Poches Sont Vides Les Gens Sont Fous, gli Zen Circus partono per il Nello Scarpellini Tour 05/06.
A gennaio 2006 festeggiano il decimo compleanno della formazione con un mega-concerto al Metarock Club di Pisa. E subito dopo i festeggiamenti Appino parte per un minitour di quattro date per presentare i suoi brani da solista.

### La collaborazione con Brian Ritchie (2006-2008)
Durante il tour aprono il palco agli americani Violent Femmes. In particolare il bassista della band statunitense, Brian Ritchie, in occasione della data all'Estragon di Bologna, decide di collaborare con gli Zen e di produrre il loro successivo album, entrando come quarto membro anche in veste live.
Questa collaborazione sfocia in Villa Inferno (2008, Unhip), album che vede anche la partecipazione in veste di ospiti di Kim e Kelley Deal e Giorgio Canali. Villa Inferno contiene la hit Figlio di pu**ana il cui video viene spesso trasmesso dalle TV musicali e viene anche eseguito live in alcune ospitate televisive.
Sempre nel 2008 Appino compare nel videoclip del brano La nuova musica italiana dei Linea 77, presente in Horror vacui. Il tour del disco, di oltre 100 date, tocca oltre all'Italia anche Europa ed Australia con Nick Cave.

### La svolta nei testi in italiano (2009-2011)
Nel 2009 pubblicano il loro sesto album, intitolato Andate tutti affanculo (Unhip/La tempesta), che vede la band per la prima volta a produrre un disco cantato completamente in italiano. Andate tutti affanculo è stato acclamato come uno dei migliori dischi dell'anno, guadagnando la copertina di settembre del mensile musicale Il mucchio selvaggio. All'album prende parte anche Nada nella canzone Vuoti a perdere. Appino, Ufo e Qqru hanno collaborato con la cantante toscana anche per la registrazione del suo disco Vamp (2011).
Sempre nel 2009, partecipano al progetto "Il paese è reale", ideato da Manuel Agnelli degli Afterhours, inserendo un loro brano inedito dal titolo Gente di merda nella compilation Afterhours presentano: Il paese è reale (19 artisti per un paese migliore?). Al P.I.M.I. (Premio Italiano Musica Indipendente organizzato dal meeting delle etichette indipendenti di Faenza) del 2010, gli Zen Circus vincono il premio come "Miglior tour", grazie anche alle recenti 110 date del tour di Andate tutti affanculo.
Il 2 marzo 2011 sul canale YouTube della band viene caricato un documentario per i 10 anni di attività degli Zen Circus realizzato da Annapaola Martin. Con questo documentario il gruppo fa sapere ai fan di aver deciso di ristampare gli ormai introvabili primi quattro album. Villa Inferno e Vita e opinioni di Nello Scarpellini, gentiluomo verranno ristampati per La Tempesta Dischi, mentre Doctor Seduction e Visited by the Ghost of Blind Willie Lemon Juice Namington IV verranno ristampati dalla Black Candy Records.

### Nati per subire(2011-2012)
L'11 ottobre 2011 esce l'album Nati per subire. Il disco dopo una settimana debutta al posto numero 31 nella classifica ufficiale di vendite F.I.M.I. Questo lavoro è stato realizzato con la collaborazione di numerosi artisti della scena indipendente italiana, tra cui Enrico Gabrielli, Giorgio Canali (voce e armonica in La democrazia semplicemente non funziona), i Ministri (in L'amorale), Alessandro Fiori (in Franco) e Il Pan del Diavolo (in Ragazzo eroe).
L'album è stato anticipato dal singolo L'amorale, avvenuta il 12 settembre, di cui è stato anche realizzato il videoclip per la regia di Roberto D'Ippolito e Dario Basile. 
Il 16 novembre 2011 esce il video di Nati per subire per la regia di Marco Salom. L'11 giugno 2012 viene pubblicato anche il video di Milanesi al mare (regia di Annapaola Martin e Lorenzo Muto). Seguirà, l'8 ottobre, la pubblicazione del video de I qualunquisti (diretto da Annapaola Martin).

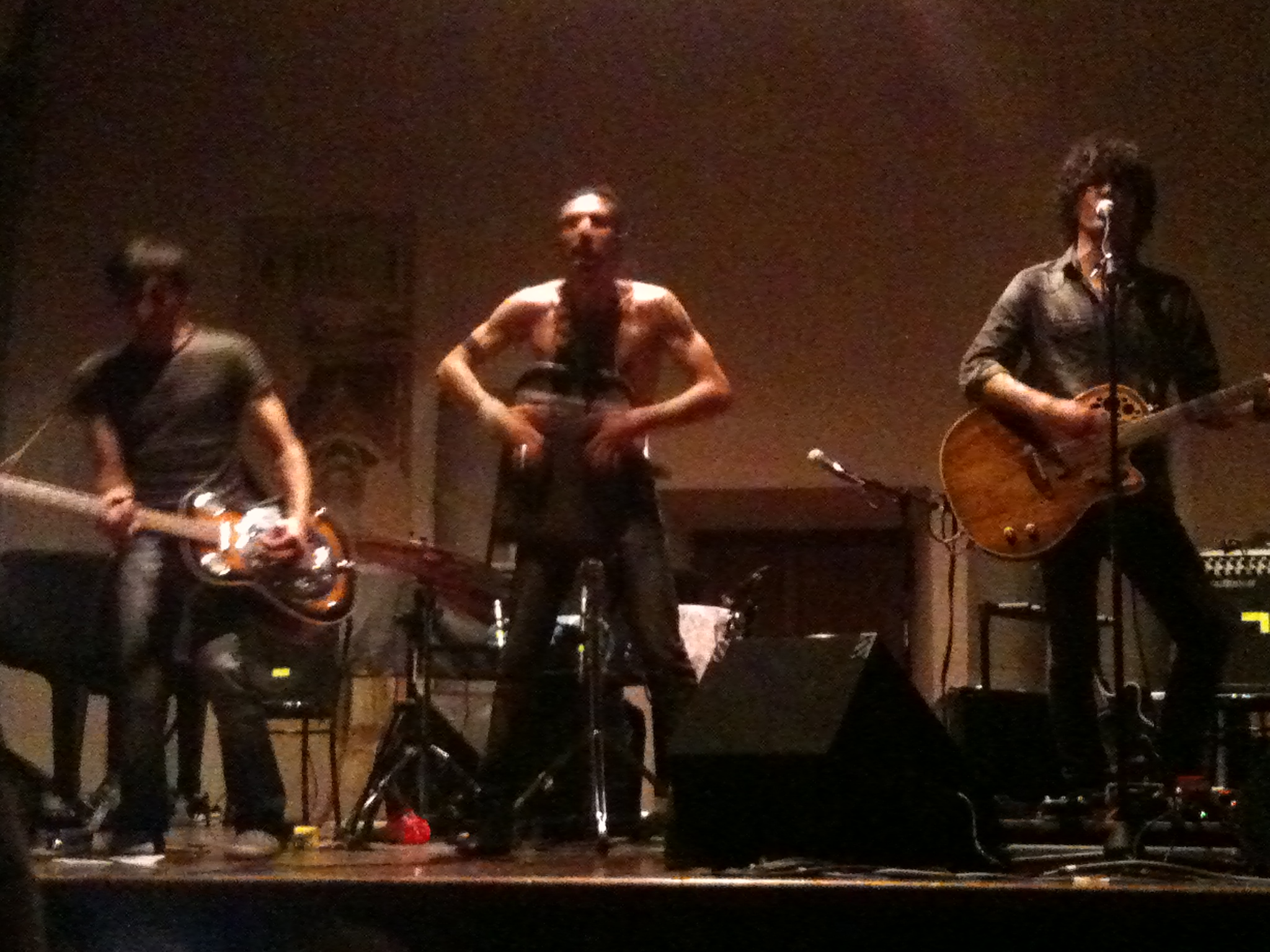
Gli Zen Circus live a Firenze per la tappa del 14 aprile 2012 del loro "Busking Tour"

Dal 16 marzo al 5 maggio 2012 organizzano il busking tour, nel quale suonano in versione acustica.
Il 21 aprile 2012 pubblicano Metal Arcade Vol. 1, il primo di quattro EP punk.

### Canzoni contro la natura(2013-2015)
Nell'ottobre 2013 viene comunicato che il 21 gennaio 2014 verrà pubblicato l'album Canzoni contro la natura.
Il 16 dicembre 2013 viene pubblicato il singolo Viva, di cui viene anche realizzato un videoclip diretto dal collettivo Sterven Jonger.
Il 14 gennaio 2014 viene diffuso il secondo brano estratto dal disco, ossia Postumia.
Nella prima settimana il disco raggiunge la prima posizione nella classifica di iTunes ed il 9º posto nella classifica ufficiale di vendite FIMI/Gfk, stazionerà poi nella top 100 per altre 4 settimane.
Pochi giorni prima del tour, il 3 marzo 2014, pubblicano il video del terzo singolo "Canzone contro la natura" sempre diretto dal collettivo Sterven Jonger.
Con un post sulla pagina facebook della band viene annunciata per il 3 febbraio 2015 l'uscita del nuovo singolo Il nulla, insieme ad un minitour di presentazione di quattro date, prima di uno stop che durerà oltre un anno. il brano viene presentato come "un piccolo vademecum ironico (ed autoironico) su come scrivere il testo di una canzone indipendente oggi".

### La terza guerra mondiale(2016)
Il 13 giugno 2016 il gruppo pubblica il singolo Ilenia, con annesso videoclip. Il brano anticipa l'uscita dell'album di inediti La terza guerra mondiale, che esce il 23 settembre su etichetta La Tempesta Dischi. ed entra subito nella Top 10 di vendite ufficiale FIMI alla posizione numero 6.
Successivamente entra a far parte del gruppo "Il Maestro" Francesco Pellegrini, che già aveva suonato l'assolo nella traccia L'Anima Non Conta presente nell'album.

### Il fuoco in una stanza(2017-2018)
Il 19 ottobre 2017 annunciano sui social di essere tornati in studio per registrare il nuovo disco. Le registrazioni si svolgono al 360 Music Factory Studio Recording. Il 21 dicembre seguente annunciano le prime date del tour del nuovo disco in uscita il 2 marzo 2018 e che si chiamerà Il fuoco in una stanza pubblicato da Woodworm e La Tempesta dischi.
Il 25 gennaio 2018 il gruppo pubblica il singolo e video Catene. Il video è stato realizzato dalla casa di produzioni Ground's Oranges, per la regia di Zavvo Nicolosi ed è ispirato al film A spasso con Daisy. Il 28 febbraio esce il secondo singolo, la title track Il fuoco in una stanza. Anche di questo brano Ground's Oranges e Zavvo Nicolosi realizzeranno un video, pubblicato il 2 marzo 2018.
L'album Il fuoco in una stanza entra in classifica alla posizione numero 1 nella sezione Vinili della classifica FIMI, oltre a classificarsi alla posizione numero 7 come album più venduto nella classifica FIMI generale.

### Partecipazione a Sanremo 2019 e altri progetti
(Zen Circus, 2019)
Il 20 dicembre 2018 viene annunciata la partecipazione della band al Festival di Sanremo 2019 con L'amore è una dittatura. Nella classifica finale la canzone si posiziona al 17º posto. Il brano è contenuto nella raccolta Vivi si muore 1999-2019, pubblicata l'8 febbraio 2019.
Successivamente per celebrare i vent'anni di attività e i dieci dal primo album in italiano, annunciano un concerto presso il Paladozza di Bologna.
Nell'aprile 2019 esce l'album Faber nostrum, disco tributo a Fabrizio De André in cui vari esponenti della musica italiana reinterpretano un brano del cantautore genovese. Gli Zen Circus partecipano realizzando la cover di Hotel Supramonte.
Il 23 aprile pubblicano il singolo Canta che ti passa, con La Rappresentante di Lista ai cori, con il relativo video ufficiale e l'annuncio dell'omonimo tour estivo che parte l'8 giugno seguente da Borgorose, per poi proseguire a Milano, Roma, Torino, Arezzo Sestri Levante e Senigallia.
Nel maggio 2019 si esibiscono durante le serate finali di Musica da Bere, dove vengono premiati con la Targa della decima edizione della manifestazione.
Il 10 settembre 2019 esce Andate tutti affanculo, il primo romanzo degli Zen Circus, scritto in collaborazione con Marco Amerighi. Nel testo si ripercorrono i momenti fondamentali della storia della band in chiave “anti-biografica”.

### L'ultima casa accogliente(2020-2021)
Il 13 novembre 2020 viene pubblicato l'album L'ultima casa accogliente, undicesimo album in studio del gruppo edito da Polydor Records e Universal. Il disco segue, a due anni di distanza, il precedente lavoro in studio Il fuoco in una stanza. Dall'album sono estratti i singoli Appesi alla luna, Catrame e Come se provassi amore, quest'ultimo ispirato al saggio Il dramma del bambino dotato e la ricerca del vero sé di Alice Miller.

### Cari fottutissimi amici(2022-presente)
Il 15 gennaio 2022 viene pubblicato il singolo 118, insieme a Claudio Santamaria. Ad aprile esce il singolo Caro fottutissimo amico, un brano di dodici minuti con ospite Motta. Successivamente viene annunciata per il 27 maggio l'uscita dell'album Cari fottutissimi amici, composto da undici brani in collaborazione con altrettanti artisti. Il 6 maggio esce il singolo Ok boomer, insieme a Brunori Sas.

## Il nome
(Appino e Ufo in un'intervista del 2016 ad Off Topic Magazine)
Il gruppo riprenderà i titoli dei due album degli Hüsker Dü nuovamente nel 2012, pubblicando l'EP Metal Arcade Vol. 1.

## Il metaconcerto
(Zen Circus, 2019)
Gli Zen Circus ricorrono all'espediente del metaconcerto, cioè un concerto che vive di momenti di concerti già avvenuti. Diverse infatti sono le canzoni che citano storie di concerti passati o che sono nate dal rapporto con i fan:
Ilenia
Il testo è nato dalla lettera che una ragazza ha scritto alla band.
Il fuoco in una stanza
La canzone cita un momento di un concerto tenuto a Scisciano davanti alla stazione della Circumvesuviana, in occasione del Farcisentire Festival.
Sestri Levante
Il pezzo parla di un falò fatto sulla spiaggia insieme ai fan dopo un festival.

## Progetti paralleli
Andrea Appino ha realizzato, in veste di produttore artistico, nel 2009 l'album d'esordio dei Criminal Jokers, dal titolo This Was Supposed to Be the Future e nel 2011 l'album Cavalli dei Fast Animals and Slow Kids. Inoltre ha collaborato con numerosi artisti e gruppi italiani tra cui Marina Rei, A Toys Orchestra, Il Teatro degli Orrori e Nada. Il 5 marzo 2013 viene pubblicato il disco solista di Appino, dal titolo Il testamento, prodotto dallo stesso Appino e da Giulio Favero e pubblicato da La Tempesta Dischi. Il 26 maggio 2015 viene pubblicato Grande raccordo animale, suo secondo album solista, prodotto da Paolo Baldini.
Karim Qqru ha collaborato con Brian Ritchie (Violent Femmes) da percussionista nella band Shakuachi Jazz Club Italy. Ha suonato la batteria in studio ed in tour con Nada. Il 21 gennaio 2013 pubblica un album con un suo progetto solista chiamato La notte dei lunghi coltelli. Il disco si intitola Morte a credito e viene pubblicato da Black Candy/Warner. Come produttore artistico ed ingegnere del suono ha prodotto varie band, tra le quali il Progetto Panico, i La Notte ed i Cara Calma.

## Iceforeveryone Records
Con l'autoproduzione del primo album nasce l'etichetta personale della band, che nonostante abbia pubblicato solo il secondo album sotto il nome Iceforeveryone Records, continua la sua attività. Infatti ha pubblicato album di artisti della scena indipendente italiana come The Casanovas, Criminal Jokers e Fast Animals and Slow Kids.

## Formazione

### Formazione attuale
- Andrea Appino – voce, chitarra, armonica (1994-presente)
- Massimiliano "Ufo" Schiavelli – basso, cori (2000-presente)
- Karim Qqru – batteria, washboard, cori (2003-presente)
- Francesco "Il Maestro" Pellegrini – chitarra, cori (2016-presente)

### Ex componenti
- Andrea "Pinguana" Picchetti – voce, chitarra (1994-1997)
- Emiliano "Fufù" Valente – basso (1994-2000)
- Marcello "Teschio" Bruzzi – batteria, cori (1994-2003)
- Brian Ritchie – basso, chitarra, cajon, cori (2006-2009)

### Turnisti
- Marco Zaninello – batteria (2007)
- Fabrizio "Il Geometra" Pagni – tastiere, pianoforte, cori (2018-presente)

## Discografia

### Album in studio
- 1999 – About Thieves, Farmers, Tramps and Policemen (come The Zen)
- 2001 – Visited by the Ghost of Blind Willie Lemon Juice Namington IV
- 2004 – Doctor Seduction
- 2005 – Vita e opinioni di Nello Scarpellini, gentiluomo
- 2008 – Villa Inferno
- 2009 – Andate tutti affanculo
- 2011 – Nati per subire
- 2014 – Canzoni contro la natura
- 2016 – La terza guerra mondiale
- 2018 – Il fuoco in una stanza
- 2020 – L'ultima casa accogliente
- 2022 – Cari fottutissimi amici

### Raccolte
- 1997 – Soniche avventure III (con il brano Chaka-Chaka)
- 2019 – Vivi si muore 1999-2019

### EP
- 2012 – Metal Arcade Vol. 1

### Demo
- 1996 – Proud parents of a "D" student [42]
- 1997 – The Zen

### Bootleg
- 1997 – Zen live?

## Libri
Romanzo
- Andate tutti affanculo, con Marco Amerighi, Milano, Mondadori, 2019. ISBN 9788804708698.